# Russische rock
Rock-'n-roll brak in de Sovjet-Unie door in de jaren zestig en maakte zich al snel vrij los van de westerse roots. Volgens de meeste critici beleefde de Russische rock haar gouden jaren in de jaren tachtig (vooral ten tijde van de perestrojka), toen de platen ook officieel uitgebracht konden worden en er aandacht aan de muziek besteed werd op televisie en radio.

## Geschiedenis

### De jaren 60 en 70
In het begin van de jaren 60 kon muziek in de Sovjet-Unie in twee groepen verdeeld worden: muziek uitgebracht door Melodya en de rest. Dit waren hoofdzakelijk de bards: underground folk-singer-songwriters. Bards zoals Vladimir Vysotsky, Alexander Gradsky en Bulat Okudzhava creëerden een specifieke stijl waarbij ze hoofdzakelijk zichzelf begeleidden op akoestische gitaar en een sterk accent legden op controversiële teksten. Hun muziek werd vaak onderdrukt door de overheid maar genoot wel grote populariteit. Vysotsky was een populaire acteur en een icoon. Tezelfdertijd werd er Westerse muziek over de grens gesmokkeld maar populaire artiesten zoals The Beatles, Deep Purple, T-Rex en Elton John werden ook uitgebracht op het Melodya-label.
De eerste rockbands in de Sovjet-Unie kwamen voor in en rond Tallinn. De eerste was Virmalised en werd gevormd door vier studenten, geïnspireerd door The Beatles. Ze werden snel erg populair ondanks het feit dat ze niet officieel erkend werden. Rockmuziek werd gezien als een slechte Westerse invloed. Dit duurde voort tot in de jaren 80.
In de vroege jaren 70 werd in Rusland wel een soort van psychedelische rock gemaakt met elementen uit de progressieve rock.

### De jaren 80
In de jaren 80 ontwikkelde zich een scene met rockartiesten die een mix speelden van Westerse rockmuziek (voornamelijk The Beatles) en de Russische bards. Daarnaast waren ook de mitki- en hippie-bewegingen ook van grote invloed. Belangrijk bands waren Alisa, Agata Kristi, Kino, Mashina Vremeni, Nautilus Pompilius, Aquarium, Krematorij, Grazhdanskaya Oborona, Voskreseniye, Piknik, Chizh & Co en DDT.
Daarnaast werden ook verschillende rockclubs werden opgericht in Moskou, Leningrad (nu Sint-Petersburg) en Sverdlovsk (nu Jekaterinenburg). De Leningrad-scene was de grootste met een Russische variant op classic rock door Aquarium, Kino en Zoopark. Bands uit Sverdlovsk, zoals Nautilus Pompilius en Agata Kristi, maakten een melodieuzere variant waarin hoofdzakelijk gebruik werd gemaakt van keyboards en synthesizers. Bands uit Moskou hadden een heel eigenzinnige stijl.
Ook in Siberië was er een rockscene met songwriters als Egor Letov, Kalinov Most, Alexander Bashlachev en Yanka Dyagileva. Hun muziek varieerde van lo-fi punk tot Indierock. Belangrijkste aspect van de muziek waren de teksten. Het grootste gedeelte van de albums waren eigen producties die later opnieuw uitgebracht werden. De meeste muzikanten hadden ook problemen met de KGB.
De teksten van deze bands gingen hoofdzakelijk over de minder positieve kant van het leven in de Sovjet-Unie: huiselijk geweld, alcoholisme en criminaliteit. Ze hadden daarnaast vaak een verborgen politieke boodschap. Deze bands werden genegeerd door de mainstream. Veel van deze bands zeden nog steeds actief. Als het over Russische rock gaat, gaat het dan ook hoofdzakelijk over deze bands.
Tezelfdertijd kwam er ook een vorm van heavy metal aan de oppervlakte met bands als Aria, Chorny Kofe en Master. Daarnaast was er ook nog de glam metal-band Gorky Park die korte tijd populair was in het Westen.
Nadat de perestrojka ingevoerd was, konden de bands opnemen en toeren in Europa en de Verenigde Staten.

### De jaren 90
In de jaren 90 promootte het radiostation Nashe Radio Russische rockartiesten en het zond uit in alle belangrijke Russische steden. Daarnaast organiseert het station sinds 1990 ook het Nashestvie-festival. De bands in deze periode vonden hun wortels hoofdzakelijk in de alternatieve rock. Belangrijkste bands waren Splean, Nochniye Snaiperi en Bi-2. Daarnaast waren ook nog diverse punk-, poppunk- en grunge-bands.
Mumiy Troll introduceerde de Westerse poprocksound nadat ze opgenomen hadden in het Verenigd Koninkrijk. Ze speelden een minder geladen, energieke soort rock, vaak bestempeld als rockapops.

### Huidige activiteit
Russische rock wordt momenteel getypeerd door een voortzetting van de muziek uit de jaren 90 en een comeback van de klassieke eighties-sound. Rock krijgt meer en meer voet aan de grond waardoor er een bredere waaier aan genres kwam.
Folkrock werd populair dankzij Melnitsa en ook alternatieve metal en metalcore werden hoe langer hoe populairder. Ook heavy metal kreeg meer aandacht door de powermetal-bands Catharsis en Epidemia. Pagan metal werd ook groter dankzij bands als Temnozor, Arkona en Butterfly Temple die gebaseerd zijn op de Slavische tradities.
De Russische progressieve rockscene bestaat al sinds de jaren zeventig maar is nu pas populair bij het brede Russische publiek met bands als Little Tragedies als belangrijkste vertegenwoordigers. Ook de Russische instrumentale rock werd populairder dankzij EXIT Project, Disen Gage en Kostarev Group.

## Kenmerken
Fans van Russische rock zullen vaak verwijzen naar het grootste gedeelte van de muziek als "popsa". Deze term werd gebruikt sinds de jaren 80 toen door de overheid gecontroleerde radio- en tv-stations enkel apolitieke muziek uitzonden. Er was een heel duidelijke afbakening, waarbij bands zoals Nogu Svelo die een nummer opnamen met popzangeres Nataliya Vetlickaya een uitzondering zijn.
In de Russische rock wordt vaak gebruikgemaakt van atypische instrumenten zoals de viool. Daarnaast bevinden er zich erg veel elementen uit de folkrock in de muziek. Ook teksten spelen een belangrijke rol in de Russische muziek.